# Jo Nitsch
Jo Nitsch (18 de marzo de 1969) es una deportista británica que compitió en remo. Ganó cuatro medallas en el Campeonato Mundial de Remo entre los años 1995 y 2001.

## Palmarés internacional
| Campeonato Mundial | Campeonato Mundial       | Campeonato Mundial | Campeonato Mundial        |
| Año                | Lugar                    | Medalla            | Prueba                    |
| ------------------ | ------------------------ | ------------------ | ------------------------- |
| 1995               | Tampere (Finlandia)      | Medalla de plata   | Cuatro sin timonel ligero |
| 1996               | Motherwell (Reino Unido) | Medalla de plata   | Cuatro sin timonel ligero |
| 1998               | Colonia (Alemania)       | Medalla de oro     | Dos sin timonel ligero    |
| 2001               | Lucerna (Suiza)          | Medalla de oro     | Dos sin timonel ligero    |